# Bronsvleugelmargrietje
Het bronsvleugelmargrietje (Pionus chalcopterus) is een vogel uit de familie Psittacidae (papegaaien van Afrika en de Nieuwe Wereld). 

## Verspreiding en leefgebied
Deze middelgrote papegaaiensoort komt van nature voor in Zuid-Amerika, van Venezuela via Colombia en Ecuador tot in het noordwesten van Peru. Hij wordt gevonden in het uiterste westen van Venezuela, het westen en midden van Colombia, het westen van Ecuador en het uiterste noordwesten van Peru. In Venezuela komt de soort voor op een hoogte van 900–1400 m, in Colombia komt deze vooral voor op een hoogte van 1400–2400 m (soms wel 2800 m), in Ecuador vooral onder de 1400 m, en in Peru onder de 800 m. 

## Leefwijze en gedrag
De soort leeft in het bladerdak van bos en bosgebied (zowel vochtig als halfbladverliezend) maar komt ook voor in aangrenzende habitats met hoge bomen.  Hij heeft een nomadisch gedrag en de biotoop kan afhankelijk van het voedselaanbod variëren in grootte. Het bronsvleugelmargrietje leeft in paren of in kleine groepen van maximaal tien vogels. Ze kunnen tot dertig jaar oud worden. De bronsvleugelpapegaai nestelt in boomholten. De eieren zijn wit en er zitten meestal drie tot vier eieren in een legsel. Het vrouwtje broedt de eieren ongeveer 26 dagen uit en de kuikens verlaten het nest ongeveer 70 dagen na het uitkomen.

## Status
De grootte van de populatie is niet gekwantificeerd maar de soort wordt omschreven als niet algemeen. Op de Rode lijst van de IUCN heeft deze soort de status niet bedreigd.